# Miss Tocantins BE Emotion 2019
Miss Tocantins BE Emotion 2019 foi a 28ª edição do tradicional concurso de beleza de Miss Tocantins BE Emotion, válido para a disputa de Miss Brasil BE Emotion 2019. O concurso que elegeu estudante de Psicologia  e representante de Tocantinópolis, Alessandra Kely Farias de Almeida foi realizado no dia 20 de janeiro de 2019 no auditório da UFT, localizado em Palmas. Comandado pelo empresário Raffael Rodrigues, o certame conseguiu reunir quinze (15) candidatas disputando o título que pertencia à Miss Tocantins BE Emotion 2018 Tatiele Rodrigues, que ajudou a coroar sua sucessora no final da cerimônia.

## Resultados

### Colocações
| Posição   | Município & Candidata                  |
| Vencedora | - Tocantinópolis - Alessandra Almeida  |
| 2º. Lugar | - Araguaína - Vanessa Marques          |
| 3º. Lugar | - Cristalândia - Thaynara Flor Rosal   |
| 4º. Lugar | - Miracema do Tocantins - Aline Milani |
| 5º. Lugar | - Porto Nacional - Luana Lagares       |

### Prêmio especial
A Miss Simpatia foi eleita pelas próprias candidatas: 
| Prêmio        | Estado & Candidata                     |
| Miss Simpatia | - Miracema do Tocantins - Aline Milani |

### Ordem do anúncio

#### Top 05
1. Cristalândia
2. Miracema do Tocantins
3. Tocantinópolis
4. Araguaína
5. Porto Nacional

## Candidatas
Disputaram o título este ano: 
| - Alvorada - Paola Ströher - Araguaína - Vanessa Marques - Colinas do Tocantins - Kelly Cristina - Cristalândia - Thaynara Flor Rosal - Dianópolis - Janaína Cavalcanti | - Fátima - Carla Silva - Formoso do Araguaia - Luciana Custódio - Gurupi - Lolla Ferreira - Jalapão - Anna Cláudia Terra - Lajeado - Aine Vieira | - Miracema do Tocantins - Aline Milani - Palmas - Maria Moraes - Paraíso do Tocantins - Rhayane Cruz - Porto Nacional - Luana Lagares - Tocantinópolis - Alessandra Almeida |